# Faculdade Católica do Ceará

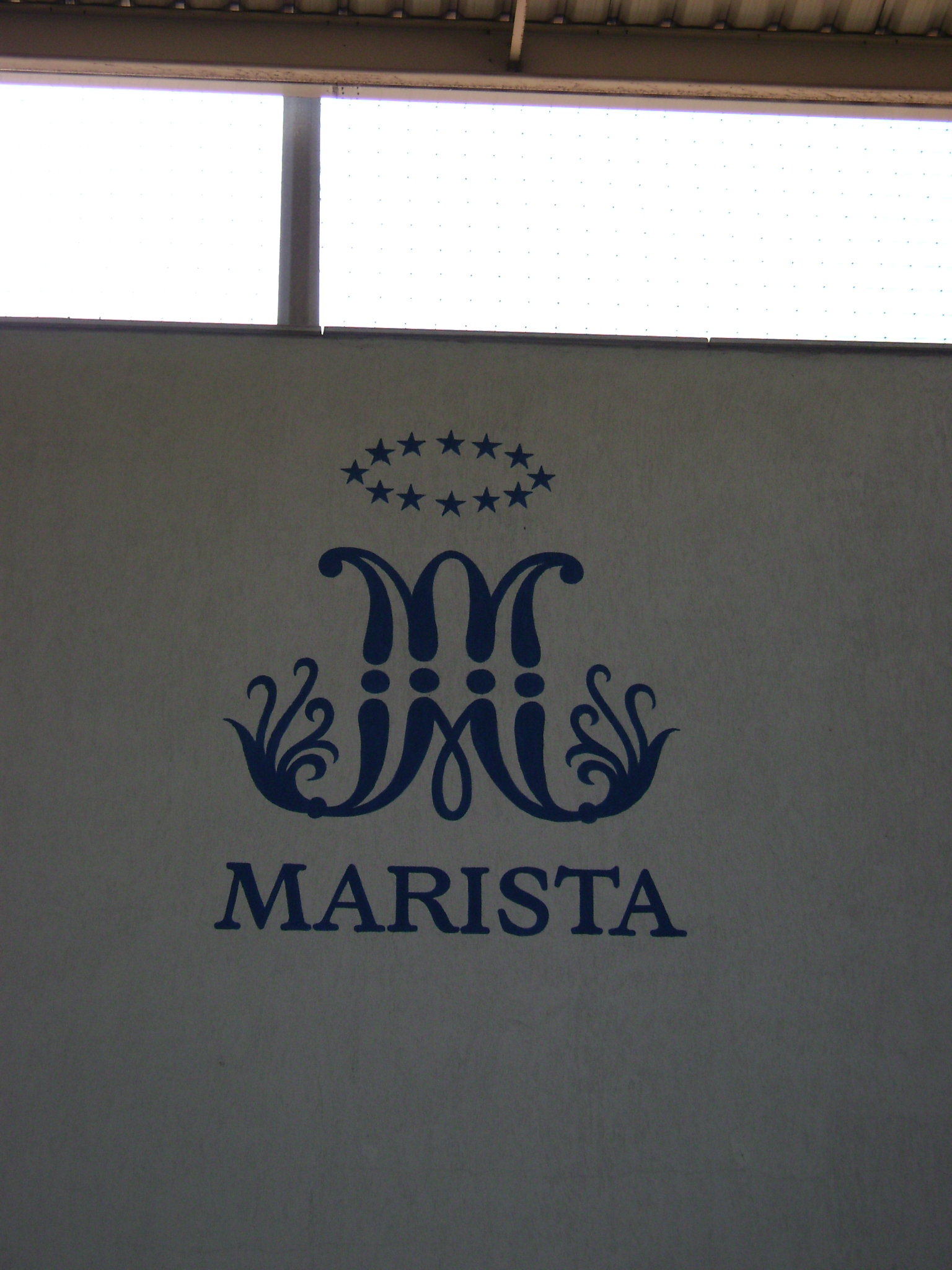
Logotipo marista

A Faculdade Católica do Ceará foi uma instituição de ensino superior brasileira, situada em Fortaleza, Ceará que encerrou suas atividades no ano de 2013, aproximadamente 10 anos após a sua inauguração.
Inaugurada em outubro de 2003, iniciou as atividades acadêmicas em 2004.

## Cursos
A Faculdade Católica de Ceará contou com os seguintes cursos:
- Educação Física - Bacharelado
- Educação Física - Licenciatura
- Publicidade e Propaganda
- Design de Moda
- Marketing

## Estrutura
A Faculdade Católica de Ceará, em suas instalações no campus localizado na Av. Heráclito Graça, dispunha de:
- Academia Marista
- Agência Experimental
- Ambiente de Criação
- Laboratório de Avaliação Física
- Computação Aplicada à Moda
- Laboratório de Desenho e Estamparia do Curso de Design de Moda
- Empresa Júnior
- Ginásio Poliesportivo
- Laboratório de Pesquisa do Consumidor
- Laboratório de Anatomia
- Laboratório de Criação do curso de Design de Moda
- Laboratório de Informática
- Laboratório de Microscopia
- Laboratório de Modelagem
- Núcleo de Produção Audiovisual
- Núcleo de Pesquisa Aplicada
- Piscina Semi-olímpica
- Pista de Atletismo
- Teatro Marista
- Tecnologia da Confecção
- Tecnologia Têxtil

## Encerramento das atividades
No dia 17 de outubro de 2013, a Faculdade Católica do Ceará anunciou o encerramento das suas atividades. Através de uma nota, a União Norte Brasileira de Educação e Cultura/UNBEC, mantenedora da Faculdade, anunciou também a parceria com o grupo Estácio, apresentando condições favoráveis para a transferência dos alunos, buscando minimizar o impacto da ação. 